# تریز آنا
تریز آنا (هلندی: Threes Anna؛ زادهٔ ۱۷ اکتبر ۱۹۵۹) نویسنده، تهیه‌کننده فیلم، کارگردان فیلم، و فیلم‌نامه‌نویس اهل هلند است.